# Gaißach (Königstein)
Gaißach ist ein Gemeindeteil und eine Gemarkung der Marktgemeinde Königstein im Oberpfälzer Landkreis Amberg-Sulzbach.

## Geographie
Gaißach ist ein Dorf mit 56 Einwohnern ca. einen Kilometer nordöstlich von Königstein.

## Geschichte
1818 war Gaißach eine der mit dem Gemeindeedikt im Königreich Bayern gebildeten Gemeinden. Sie umfasste folgende Orte:
- Gaißach
- Bischofsreuth
- Döttenreuth
- Funkenreuth
- Loch
- Lunkenreuth
- Mitteldorf
- Pommershof (abgegangen im Truppenübungsplatz Grafenwöhr)
- Ziegelhütte

Am 1. April 1971 kam Gaißach zur Marktgemeinde Königstein.